# 香久池
香久池（かぐいけ）は、福島県郡山市に所在する町丁である。郵便番号は963-8833。

## 地理
郡山市役所本庁所管地域である市街中心部に属する。北で七ッ池町、山根町、東で図景、南東角で南、南で城清水、山崎、西で菜根とそれぞれ隣接する。中心市街地南部に位置し、住居表示が実施されている。国道49号以北、一級市道29号荒井長者線と福島県道17号郡山停車場線（旧国道4号）との間に広がる区域を範囲とし、一般市道香久池一菜根三丁目1号線を境とし北に一丁目、南に二丁目が設置されている。住宅地が広がり、主に幹線道路に沿い店舗が点在する。北部には香久池の周りに香久池公園が整備されている。久留米に所在する郡山警察署久留米交番、および堂前町に所在する郡山消防署本署がそれぞれ管轄にあたる。

### 河川・湖沼
- 香久池

## 世帯数と人口
2024年1月1日現在の世帯数と人口は以下の通りである。
| 町丁   | 世帯数  | 人口    |
| ------ | ------- | ------- |
| 香久池 | 658世帯 | 1,286人 |

## 小・中学校の学区
市立小・中学校に通う場合、学区は以下の通りとなる。
| 番地                          | 小学校               | 中学校                 |
| ----------------------------- | -------------------- | ---------------------- |
| 一丁目12～23番、二丁目8～21番 | 郡山市立桜小学校     | 郡山市立郡山第三中学校 |
| 一丁目1～11番、二丁目1～7番   | 郡山市立小原田小学校 | 郡山市立小原田中学校   |

## 交通

### 道路
- 国道49号
- 福島県道17号郡山停車場線（旧国道4号）
- 一級市道29号荒井長者線

## 施設等
- 自衛隊福島地方協力本部 郡山地域事務所
- 郡山市障害者福祉センター
- かぐいけ坂の保育園
- ヤマダ電機 アウトレット郡山店
- フレッシュネスバーガー 郡山南店
- 福島日産自動車 郡山香久池店
- プジョー 郡山
- 法久寺
- 香久池公園
- 山崎公園